# Markarian 501
O objeto BL Lacertae, Markarian 501 é um blazar que está a 300 milhões de anos luz distância do planeta Terra. Considera-se que tenha um buraco negro supermassivo em seu centro. 
Pertence a constelação de Hércules e, em julho de 2004, a análise dos dados de raios-X também mostrou o aumento da atividade do objeto no período de observação